# Бурхановка (Днепропетровская область)
Бурхановка (укр. Бурханівка) — село,
Горковский сельский совет,
Синельниковский район,
Днепропетровская область,
Украина.
Код КОАТУУ — 1224881302. Население по переписи 2001 года составляло 117 человек.

## Географическое положение
Село Бурхановка находится на правом берегу реки Нижняя Терса,
выше по течению на расстоянии в 0,5 км расположено село Владимировское,
ниже по течению примыкает село Троицкое.
По селу протекает пересыхающий ручей с запрудой.